# Butters Stotch
Butters Stotch izmišljeni je lik iz američke animirane komedije South Park. Privremeno je bio glavni lik zamijenivši Kennyja koji je bio mrtav te se kasnije vratio.
Butters je najvažniji lik izvan grupe četvorice prijatelja i privremeni glavni lik u 6. sezoni, gdje je privremeno postao dio društva zamijenivši Kennyja. On je naivan, lako manipuliran, vječna žrtva, često nesretan, ali istovremeno i nevjerojatno optimističan. Roditelji ga često kažnjavaju za sitnice, a prijatelji zadirkuju. Buttersove frustracije izražava njegov alter ego Profesor Kaos, poremećeni negativac koji pokušava uništiti svijet. Uzor za Buttersovog lika je Eric Stough, direktor animacije South Parka.
Butters je debitirao kao neimenovani pozadinski lik kada je South Park prvi put premijerno prikazan na Comedy Centralu 13. kolovoza 1997. godine. Njegova je uloga postupno rasla, postavši jedan od najčešće prisutnih likova u seriji počevši od 3. sezone i na kraju de facto peti glavni lik. Kreatori Trey Parker i Matt Stone izjavili su da im je on jedan od omiljenih likova.

## Uloga u South Parku
Butters pohađa osnovnu školu South Park i ide u 4. razred Herberta Garrsiona. Od svojih roditelja u epizodi "Going Native" saznaje da je rođen na otoku Kauaiju. Tijekom prvih 58 epizoda serije, Butters i ostali glavni likovi bili su 3. razred. Živi u South Parku kao jedino dijete Stephena i Linde Stotch, od kojih se neprestano suočava s prijetećom mogućnošću da bude kažnjen i zlostavljan. Kada je Kenny privremeno otpisan iz serije pred kraj 5. sezone, Stan, Kyle i Cartman prihvaćaju Buttersa u svoju grupu kao "četvrtog člana". Tijekom tog razdoblja dječaci bi često iskorištavali Buttersov blag temperament tako što bi od njega napravili marionetu u svojim osobnim planovima, posebice Cartmanovim.